# Heinz-Josef Thomé
Heinz-Josef Thomé (* 29. Januar 1925 in Essen; † 22. November 1991) war ein deutscher Politiker und Landtagsabgeordneter (SPD).

## Leben und Beruf
Nach dem Schulbesuch absolvierte er eine Verwaltungslehre in der Sozialversicherung. Nach der Tätigkeit in seinem erlernten Beruf war er Geschäftsführer der SPD in Rheydt und in Duisburg.
1946 wurde Thomé Mitglied der SPD und war in zahlreichen Parteigremien vertreten.

## Abgeordneter
Vom 21. Juli 1958 bis 23. Juli 1966 war Thomé Mitglied des Landtags des Landes Nordrhein-Westfalen. Er wurde jeweils im Wahlkreis 071 Duisburg III direkt gewählt. Von 1952 bis 1956 war er Mitglied im Stadtrat der Stadt Rheydt und von 1956 bis 1967 im Rat der Stadt Duisburg.